# 恩古涅河歧鬚鮠
恩古涅河歧鬚鮠，為輻鰭魚綱鯰形目倒立鯰科的其中一種，為熱帶淡水魚，分布於非洲加彭及剛果民主共和國的Nyanga河上游及Ngounié河流域，體長可達19公分，棲息在底中層水域，生活習性不明。